# Ariane Astrid Atodji
 (juin 2024).
La mise en forme du texte ne suit pas les recommandations de Wikipédia : il faut le « wikifier ».
Les points d'amélioration suivants sont les cas les plus fréquents. Le détail des points à revoir est peut-être précisé sur la page de discussion.
- Les titres sont pré-formatés par le logiciel. Ils ne sont ni en capitales, ni en gras.
- Le texte ne doit pas être écrit en capitales (les noms de famille non plus), ni en gras, ni en italique, ni en « petit »…
- Le gras n'est utilisé que pour surligner le titre de l'article dans l'introduction, une seule fois.
- L'italique est rarement utilisé : mots en langue étrangère, titres d'œuvres, noms de bateaux, etc.
- Les citations ne sont pas en italique mais en corps de texte normal. Elles sont entourées par des guillemets français : « et ».
- Les listes à puces sont à éviter, des paragraphes rédigés étant largement préférés. Les tableaux sont à réserver à la présentation de données structurées (résultats, etc.).
- Les appels de note de bas de page (petits chiffres en exposant, introduits par l'outil «  Source ») sont à placer entre la fin de phrase et le point final[comme ça].
- Les liens internes (vers d'autres articles de Wikipédia) sont à choisir avec parcimonie. Créez des liens vers des articles approfondissant le sujet. Les termes génériques sans rapport avec le sujet sont à éviter, ainsi que les répétitions de liens vers un même terme.
- Les liens externes sont à placer uniquement dans une section « Liens externes », à la fin de l'article. Ces liens sont à choisir avec parcimonie suivant les règles définies. Si un lien sert de source à l'article, son insertion dans le texte est à faire par les notes de bas de page.
- La présentation des références doit suivre les conventions bibliographiques. Il est recommandé d'utiliser les modèles {{Ouvrage}}, {{Chapitre}}, {{Article}}, {{Lien web}} et/ou {{Bibliographie}}. Le mode d'édition visuel peut mettre en forme automatiquement les références.
- Insérer une infobox (cadre d'informations à droite) n'est pas obligatoire pour parachever la mise en page.

Pour une aide détaillée, merci de consulter Aide:Wikification.
Si vous pensez que ces points ont été résolus, vous pouvez retirer ce bandeau et améliorer la mise en forme d'un autre article.
Ariane Astrid Atodji (arabe : أريان أستريد أتودجي), née en 1980, est une cinéaste et scénariste camerounaise. Elle est l'auteure de plusieurs documentaires salués par la critique, parmi lesquels Koundi et le Jeudi national et La souffrance est une école de sagesse.

## Biographie
Née à Nguelemendouka, au Cameroun, elle est diplômée de l'Université de Yaoundé. Elle a ensuite suivi des ateliers de cinéma à l'Institut Goethe de Yaoundé avant de poursuivre ses études à l'École internationale de cinéma LN de Yaoundé.

## Carrière
En 2010, elle réalise son premier documentaire, Koundi et le Jeudi national, produit avec le soutien de l'Institut Goethe. Ce film lui vaut le prix spécial du jury au Festival du film de Dubaï (DIFF). En 2014, elle réalise son deuxième documentaire, La souffrance est une école de sagesse.

## Filmographie
| Année | Film                                   | Rôle                  | Genre        | Réf.  |
| ----- | -------------------------------------- | --------------------- | ------------ | ----- |
| 2010  | Koundi et le Jeudi national            | Réalisateur, écrivain | documentaire | [ 7 ] |
| 2014  | La souffrance est une école de sagesse | Directeur             | documentaire | [ 8 ] |